# یوتاکا آئویاما
یوتاکا آئویاما (انگلیسی: Yutaka Aoyama; صداپیشه و بازیگر اهل ژاپن بود. وی از سال ۱۹۹۰ میلادی تاکنون مشغول فعالیت بوده‌است.